# Владимир Марјански
Владимир Марјански (Зрењанин, 1977), редовни професор Правног факултета Универзитета у Новом Саду

## Биографија
Дипломирао је на Правном факултету у Новом Саду 2002. године. Титулу магистра правних наука стекао је на истом факултету 2006. године одбранивши магистарску тезу „Правна природа уговора о осигурању“. Титулу доктора правних наука стекао је на Правном факултету у Новом Саду 2010. године одбранивши докторску дисертацију „Јавна понуда хартија од вредности“.
На основним академским студијама предаје Право привредних друштава и Трговинско право, а на последипломским – мастер студијама Банкарско и Берзанско право.
Страни језици: говори енглески и служи се немачким језиком.

## Образовање
Основне, магистарске и докторске студије завршио је на Правном факултету у Новом Саду.
Истраживачки боравци у иностранству:
- Asser College Europe, Хаг, Холандија (2006)
- Карл Франценс Универзитет, Грац, Аустрија (2008)

## Радна места
У звање асистента-приправника при Катедри привредноправних наука Правног факултета Универзитета у Новом Саду изабран је 2003. године У звање асистента изабран је 2008. године. У звање доцента за ужу научну област привредноправну изабран је 2011. године. У звање ванредног професора за ужу научну област привредноправну на Правном факултету Универзитета у Новом Саду изабран је 2016. године.У звање редовног професора за ужу научну област привредноправну на Правном факултету Универзитета у Новом Саду изабран је 2021. године.

## Чланство у организацијама и телима
Шеф Катедре привредноправних наука Правног факултета Универзитета у Новом Саду.
Од 2004. године врши функцију секретара Центра за издавачку делатност Правног факултета у Новом Саду.

## Научни рад
Област ужег научног интересовања: Право привредних друштава, Право тржишта капитала и Право осигурања.

## Изабрана библиографија

### Књиге
- Арсић, Зоран; Марјански, Владимир (2018). Право привредних друштавадних друштава треће измењено и допуњено издање. Центар за издавачку делатност Правног факултета у Новом Саду. ISBN 978-86-7774-195-2.
- Marjanski, Vladimir (2018). Insurance Law in Serbia - The International Encyclopaedia of Laws. Kluwer Law International BV, Netherlands. ISBN 9789065449405.
- Марјански, Владимир; Фишер-Шобот, Сандра (2016). Право хартија од вредности. Центар за издавачку делатност Правног факултета у Новом Саду. ISBN 978-86-7774-169-3.
- Marjanski, Vladimir (2014). Insurance Law in Serbia - The International Encyclopaedia of Laws. Kluwer Law International, The Hague, London, New York. ISBN 978-90-654-4940-5.
- Арсић, Зоран; Марјански, Владимир (2015). Право привредних друштава, друго измењено и допуњено издање. Центар за издавачку делатност Правног факултета у Новом Саду, Нови Сад. ISBN 978-86-7774-146-4.
- Арсић, Зоран; Марјански, Владимир (2013). Право привредних друштава. Центар за издавачку делатност Правног факултета у Новом Саду, Нови Сад. ISBN 978-86-7774-127-3.
- Марјански, Владимир (2007). Уговор о осигурању. Центар за издавачку делатност Правног факултета у Новом Саду. ISBN 978-86-7774-012-2.
- Marjanski, Vladimir (2012). Insurance Law in Serbia - The International Encyclopaedia of Laws. Kluwer Law International, The Hague, London, New York. ISBN 978-9041140548.

### Научни радови
- Марјански, Владимир (2017). „Одлука о повећању основног капитала друштва с ограниченом одговорношћу новим улозима”. Зборник радова Правног факултета у Новом Саду. 51 br. 3-1: 753—766.
- Арсић, Зоран; Ђурђев, Душанка; Дивљак, Драго; Марјански, Владимир; Фишер-Шобот, Сандра (2017). „Заштита животне средине - привредно право”. Зборник радова Правног факултета у Новом Саду: 23—35.
- Марјански, Владимир (2016). „Иступање члана из друштва с ограниченом одговорношћу”. Право и привреда - часопис за привредноправну теорију и праксу. br. 4-6: 120—143.
- Марјански, Владимир (2016). „Споредне чинидбе као додатна обавеза члана друпштва с ограниченом одговорношћу”. Зборник радова Правног факултета у Новом Саду. 50 br. 4: 1281—1293.
- Марјански, Владимир; Поткоњак, Александар (2015). „Ране настале уједом паса и мачака – епидемиолошке карактеристике, форензичко испитивање и грађанскоправна одговорност”. Зборник радова Правног факултета у Новом Саду. 49 br. 3: 1191—1204.
- Марјански, Владимир (2015). „Стицање сопственог удела друштва с ограниченом одговорношћу откупом од члана друштва”. Зборник радова Правног факултета у Новом Саду. 49 br. 2: 671—681.
- Марјански, Владимир; Фишер-Шобот, Сандра (2015). „Осигурање од ризика неуспеха поступка вантелесне оплодње”. Теме – часопис за друштвене науке. 39 br. 4: 1277—1291.
- Марјански, Владимир (2014). „Време важења (валидности) проспекта и обавеза допуне (актуелизације и исправљања) проспекта”. Зборник радова Правног факултета у Новом Саду. 48 br. 4: 239—248.
- Марјански, Владимир (2014). „Формалноправни услови искључења права пречег уписа акција”. Анали Правног факултета у Београду. br. 2: 273—286.
- Марјански, Владимир (2013). „Лица одговорна за садржај проспекта”. Зборник радова Правног факултета у Новом Саду. 47 br. 4: 275—292.
- Марјански, Владимир (2013). „Специфични приватноправни инструменти финансирања трошкова поступка вантелесне оплодње”. Зборник радова Правног факултета у Новом Саду. 47 br. 2: 419—429.
- Марјански, Владимир (2012). „Могућност увођења приватног осигурања трошкова спровођења поступка биомедицински потпомогнутог оплођења (БМПО)”. Зборник радова Правног факултета у Новом Саду. 46 br. 3: 297—308.
- Марјански, Владимир (2012). „Обавезе јавних друштава у погледу ad hoc информисања јавности на тржишту капитала”. Зборник радова Правног факултета у Новом Саду. 46 br. 2: 297—309.
- Марјански, Владимир (2011). „Обавеза јавних друштава у погледу редовног периодичног извештавања јавности”. Зборник радова Правног факултета у Новом Саду. 45 br. 2: 315—325.
- Марјански, Владимир (2011). [„Појам, врсте и основна обележја осигурања од еколошких штета“ „Појам, врсте и основна обележја осигурања од еколошких штета”] Проверите вредност параметра |url= (помоћ). Зборник радова Правног факултета у Новом Саду. 45 br. 3: 567—577.
- Марјански, Владимир (2010). „Недостаци проспекта”. Право и привреда - часопис за привредноправну теорију и праксу. br. 4-6: 303—314.
- Марјански, Владимир (2010). „Форма и садржина проспекта”. Зборник радова Правног факултета у Новом Саду. 44 br. 3: 385—396.
- Марјански, Владимир (2009). „Стање нашег права у материји регулисања јавне понуде хартија од вредности проспекта”. Право и привреда-часопис за привредноправну теорију и праксу. br. 5-8: 579—596.
- Марјански, Владимир (2009). „Расподела хартија од вредности нуђених јавном понудом”. Зборник радова Правног факултета у Новом Саду. 43 br. 1: 369—385.
- Марјански, Владимир (2008). „Утврђивање емисионе цене акција”. Зборник радова Правног факултета у Новом Саду. 42 br. 1-2: 369—385.
- Марјански, Владимир (2008). „Уговор о саосигурању”. Правни живот. br. 11: 899—911.
- Марјански, Владимир (2007). „Право пречег стицања новоиздатих акција”. Право и привреда-часопис за привредноправну теорију и праксу. br. 5-8: 211—229.
- Марјански, Владимир (2006). „Интерес у одштетном осигурању”. Право и привреда-часопис за привредноправну теорију и праксу. br. 5-8: 823—833.
- Марјански, Владимир (2006). „Уговор о осигурању живота-разграничења”. Правни живот. br. 11: 555—564.
- Марјански, Владимир (2005). „Правна природа уговора о осигурању од одговорности”. Правни живот. br. 10: 1029—1040.
- Марјански, Владимир (2004). „Неке правне последице отварања стечајног поступка”. Зборник радова Правног факултета у Новом Саду. 38 br. 2-2: 225—248.